# Sebastianizm
Sebastianizm – jeden z portugalskich mitów, ważna część portugalskiej mitologii i kultury. Oznacza oczekiwanie na bohatera, który ocali Portugalię i poprowadzi ją do Piątego Imperium, znanym jako Eu nacional (naród samoistny). Niektórzy doszukują się wspomnienia o nim w jednej z przypowieści Nostradamusa. Do utrwalenia legendy Sebastiana przyczynił się jednak bardziej rodzimy portugalski prorok, szewc António Gonçalves de Bandarra. Pisał o nim także Fernando Pessoa w swoim utworze Mensagem.
Nazwa "sebastianizm" pochodzi od króla Portugalii Sebastiana (1554 – 1578), który objął tron po swoim zmarłym dziadku w wieku zaledwie 3 lat. Sebastian dorastał pod opieką jezuitów. W późniejszych latach uznał się za kapitana Chrystusa w krucjacie przeciwko afrykańskim muzułmanom.

## Narodziny bohatera i mitu

Portret króla Sebastiana

Zaplanowana przez Sebastiana wielka krucjata przeciwko Marokańczykom rozpoczęła się w roku 1578. 4 lata wcześniej odbyła się pierwsza krucjata, jednak nie przyniosła powodzenia. Wbrew radom swych doradców, król wkroczył w głąb lądu. 4 sierpnia 1578 r. w bitwie pod Alcácer-Quibir wojska portugalskie zostały rozbite, a sam Sebastian zginął.
Jego ciało nie zostało jednak nigdy odnalezione. Spowodowało to wiarę portugalskiego ludu w to, że król nie zginął i pewnego dnia wróci do Portugalii na białym koniu, wyzwalając kraj spod rządów Habsburgów (na rzecz których Portugalia straciła w roku 1580 suwerenność).
W ciągu kilku następnych lat kilku oszustów próbowało się podawać za Sebastiana, jednak nie udało im się objąć władzy. W świadomości Portugalczyków Sebastian pozostał jako wielki patriota i bohater, O Encoberto – król w ukryciu, który pomoże krajowi w najczarniejszych godzinach.

## Późny sebastianizm
Jeszcze w XIX wieku brazylijscy chłopi wierzyli, że król Sebastian powróci, aby pomóc im w walce z "bezbożną" Brazylią, szczególnie podczas rebelii w Canudos. Także w samej Portugalii wiele osób nadal wierzyło w powrót króla. Obecnie postać Sebastiana jest często przywoływana przez portugalskich polityków i intelektualistów, krytykujących różne aspekty życia kraju i społeczeństwo w ogólności, które tylko czeka na wybawiciela zamiast rozwiązywać zaistniałe problemy.